# Bychapura, Gauribidanur
Bychapura là một làng thuộc tehsil Gauribidanur, huyện Kolar, bang Karnataka, Ấn Độ.